# Нават (царь)
Нава́т (др.-евр. נָדָב‬, в западной традиции — Nadab, в современных переводах — Надав) — второй царь Израильского царства, правивший 2 года (3Цар. 15:25); сын и преемник царя Иеровоама (14:20).
Взошёл на престол, по одной из версий, в 901 году до н. э. На втором году своего царствования Нават возглавил военный поход против города Гавафона (Гив’атона), который тогда принадлежал филистимлянам. Убит своим слугой Ваасой, который и провозгласил себя царём.

## Правление
Нават стал царём Израиля на втором году правления Асы, царя Иудеи, и царствовал два года. Уильям Олбрайт относит его царствование к 901—900 гг. до н. э., а Тиле — к 910—909 гг. до н. э.
На втором году царствования во время осады филистимского города Гибефон в южном Дане в войске Навата вспыхнул заговор. Он был убит одним из своих военачальников, Ваасой, который провозгласил себя царём Израиля.
Убив Навата, Вааса отправил на смерть остальных членов царской семьи. Так исполнилось пророчество, данное через Ахию Шиломеянина, об уничтожении всего дома Иеровоама.